# Komatipoort
Komatipoort es una localidad situada en la confluencia de los ríos Crocodile y Komati en la provincia de Mpumalanga, Sudáfrica. Es una de las localidades más calurosas de Sudáfrica, con una media de 26 °C (79 °F) en invierno y 33 °C (91 °F) en verano.
Está situada en la línea de ferrocarril que lleva al vecino Mozambique, por lo que sirve como aduana. Komatipoort es conocida por el Acuerdo de Nkomati que se firmó allí en 1984.